# Scopula saphes
Scopula saphes är en fjärilsart som beskrevs av Louis Beethoven Prout 1920. Scopula saphes ingår i släktet Scopula och familjen mätare. Inga underarter finns listade.